# قائمة أعلام ألمانيا
هذه قائمة بالأعلام والرايات المستخدمة من قبل جمهورية ألمانيا الاتحادية وولاياتها منذ عام 1848 وحتى الآن. لمزيد من المعلومات حول العلم الوطني الحالي، راجع علم ألمانيا.

## الراية الرئاسية
| العلم | التاريخ             | الاستخدام            | الوصف |
| ----- | ------------------- | -------------------- | --- |
|       | 1921–1926; منذ 1950 | راية الرئيس الاتحادي | الراية تصور عناصر شعار النبالة. تم استخدام نسخة من الراية متشابهة في الشعار، ولكن مع تصميم دقيق مختلف بعض الشيء من 1926 إلى 1933. |

## أعلام الولايات

### الأعلام المدنية
| العلم | التاريخ | الاستخدام                          | الوصف |
| ----- | ------- | ---------------------------------- | ----- |
|       |         | العلم المدني لبادن-فورتمبيرغ       |       |
|       |         | العلم المدني لبافاريا (خطوط)       |       |
|       |         | العلم المدني لبافاريا (مُعينات)     |       |
|       |         | العلم المدني لبرلين                |       |
|       |         | العلم المدني لبراندنبورغ           |       |
|       |         | العلم المدني لبريمن                |       |
|       |         | العلم المدني لبريمن (مع شعار مُصغّر) |       |
|       |         | العلم المدني لبريمن (مع شعار مُكبّر) |       |
|       |         | العلم المدني لهامبورغ              |       |
|       |         | العلم المدني لهسن                  |       |
|       |         | العلم المدني لسكسونيا السفلى       |       |
|       |         | العلم المدني لمكلنبورغ فوربومرن    |       |
|       |         | العلم المدني لشمال الراين-وستفاليا |       |
|       |         | العلم المدني لراينلند بالاتينات    |       |
|       |         | العلم المدني لسارلاند              |       |
|       |         | العلم المدني لساكسونيا             |       |
|       |         | العلم المدني لساكسونيا أنهالت      |       |
|       |         | العلم المدني لشلسفيغ هولشتاين      |       |
|       |         | العلم المدني لتورينغن              |       |

### أعلام الحكومات
| العلم | التاريخ   | الاستخدام                                       | الوصف |
| ----- | --------- | ----------------------------------------------- | ----- |
|       |           | علم حكومة بادن-فورتمبيرغ (مع شعار مُصغّر)         |       |
|       |           | علم حكومة بادن-فورتمبيرغ (مع شعار مُكبّر)         |       |
|       |           | علم حكومة بافاريا (شرائط)                       |       |
|       |           | علم حكومة بافاريا (مُعيّنات)                      |       |
|       | 1954–2007 | علم حكومة برلين                                 |       |
|       |           | علم حكومة براندنبورغ                            |       |
|       |           | علم حكومة بريمن (مع شعار مُصغّر)                  |       |
|       |           | علم حكومة بريمن (مع شعار مُكبّر)                  |       |
|       |           | علم حكومة هامبورغ                               |       |
|       |           | علم الأميرالية في هامبورغ (تستخدمه سفن الولاية) |       |
|       |           | علم حكومة هسن                                   |       |
|       |           | علم حكومة سكسونيا السفلى (في البر)              |       |
|       |           | علم حكومة سكسونيا السفلى (في البحر)             |       |
|       |           | علم حكومة مكلنبورغ فوربومرن                     |       |
|       |           | علم حكومة شمال الراين-وستفاليا                  |       |
|       |           | علم حكومة راينلند بالاتينات                     |       |
|       |           | علم حكومة سارلاند                               |       |
|       |           | علم حكومة ساكسونيا                              |       |
|       |           | علم حكومة ساكسونيا أنهالت                       |       |
|       |           | علم حكومة شلسفيغ هولشتاين                       |       |
|       |           | علم حكومة تورينغن                               |       |

## أعلام تاريخية

### الاتحاد الألماني(1815–1866)
| العلم | التاريخ   | الاستخدام | الوصف                                   |
| ----- | --------- | --- | --------------------------------------- |
|       | 1848–1866 | علم الاتحاد الألماني، أُستخدم في 1848/1849 ومرة أخرى في 1863-1866 ظهر لأول مرة خلال حكم الأمير هاينريش الحادي عشر أمير إمارة رويس بعد 12 أيار (مايو) 1778 (نسبة العرض إلى الارتفاع 4:5) | أيضاً الإمبراطورية الألمانية (1848/1849) |
|       | 1848–1852 | راية الحرب لأسطول الرايخ |                                         |
|       | 1848–1852 | علم البحرية لأسطول الرايخ |                                         |

### الاتحاد الألماني الشمالي(1866–1871)
| العلم | التاريخ   | الاستخدام                                  | الوصف                                                                                                |
| ----- | --------- | ------------------------------------------ | --- |
|       | 1867–1871 | العلم الوطني (National- und Handelsflagge) | ثلاثي الألوان، مكون من ثلاثة أشرطة أفقية متساوية ملونة باللون الأسود (الأعلى) والأبيض والأحمر (أسفل) |
|       | 1867–1871 | علم الحرب (Kriegsflagge)                   | |
|       | 1867–1871 | علم البحرية (Kriegsschiffgösch)            | |

### الإمبراطورية الألمانية(1871–1918)
| العلم | التاريخ          | الاستخدام                                      | الوصف |
| ----- | ---------------- | ---------------------------------------------- | ----- |
|       | 1871–1918        | العلم الوطني (National- und Handelsflagge)     |       |
|       | 1896–1918        | العلم المدني مع صليب حديدي (Eisernes Kreuz)    |       |
|       | 1884-1918        | علم المستعمرات                                 |       |
|       | 1871–1892        | لواء الحرب للبحرية الامبراطورية (Kriegsflagge) |       |
|       | 1892–1903        | علم الحرب للإمبراطورية (Reichskriegsflagge)    |       |
|       | 1903–1918 (1921) | علم الحرب للإمبراطورية                         |       |
|       | 1871–1903        | علم البحرية (Kriegsschiffgösch)                |       |
|       | 1903–1918 (1921) | علم البحرية                                    |       |

#### رايات الأسرة الإمبراطورية
| العلم | التاريخ   | الاستخدام                                      | الوصف |
| ----- | --------- | ---------------------------------------------- | ----- |
|       | 1871      | راية ملك بروسيا                                |       |
|       | 1871–1888 | راية الإمبراطور الألماني                       |       |
|       | 1888–1918 | راية الإمبراطور الألماني                       |       |
|       | 1871–1901 | راية الإمبراطورة أوغوستا والإمبراطورة فيكتوريا |       |
|       | 1888–1918 | راية الإمبراطورة أوغوستا فيكتوريا              |       |
|       | 1871–1888 | راية ولي العهد                                 |       |
|       | 1888–1918 | راية ولي العهد                                 |       |

### جمهورية فايمار(1919–1933)
| العلم | التاريخ             | الاستخدام                                               | الوصف |
| ----- | ------------------- | ------------------------------------------------------- | --- |
|       | 1919–1933           | العلم الوطني (Nationalflagge)                           | |
|       | 1921–1933           | علم الحكومة (Dienstflagge zu Land)                      | |
|       | 1919–1933           | علم التجارة (Handelsflagge)                             | |
|       | 1921–1933           | علم التجارة مع صليب حديدي (Eisernes Kreuz)              | |
|       | 1921–1926           | راية الحكومة في البحر (Dienstflagge zur See)            | |
|       | 1926–1933           | راية الحكومة في البحر (Dienstflagge zur See)            | |
|       | 1919–1921 (de jure) | علم الرايخ للحرب (Reichskriegsflagge)                   | |
|       | 1921–1933           | علم الرايخ للحرب                                        | |
|       | 1921–1933           | العلم البحري (Kriegsgösch)                              | |
|       | 1921–1926           | راية الرئيس                                             | |
|       | 1926–1933           | راية الرئيس                                             | |
|       | 1919–1921           | علم الرئيس                                              | |
|       | 1919–1921           | علم وزير الدفاع                                         | |
|       | 1921–1933           | علم وزير الدفاع                                         | |
|       | 1924–1933; منذ 1953 | راية الرايخ أسود-أحمر-ذهب Reichsbanner Schwarz-Rot-Gold | Reichsbanner Schwarz-Rot-Gold كانت منظمة شبه عسكرية غير رسمية يهيمن عليها الديمقراطيون الاجتماعيون والليبراليون وأعضاء حزب الوسط الكاثوليكي، ,وكانت مهمتها الدفاع عن جمهورية فايمار ضد الاشتراكيين القوميين والشيوعيين والملكيين. أُعيد إحيائها في عام 1953 كجمعية للتعليم السياسي. |

### ألمانيا النازية(1933–1945)
| العلم                       | التاريخ                                    | الاستخدام                                                                                       | الوصف |
| أعلام أُستخدمت بين 1933–1935 | أعلام أُستخدمت بين 1933–1935                | أعلام أُستخدمت بين 1933–1935                                                                     | أعلام أُستخدمت بين 1933–1935                                                                                   |
| --------------------------- | ------------------------------------------ | ----------------------------------------------------------------------------------------------- | --- |
|                             | - 1933–1935 - 1933–1935 - 1920–1945        | - العلم الوطني (Nationalflagge) - علم التجارة (Handelsflagge) - علم الحزب النازي (Parteiflagge) | حقل أحمر مع قرص أبيض مع صليب معقوف أسود (hakenkreuz)، بزاوية 45 درجة. القرص والصليب المعقوف في المركز بالضبط. |
|                             | 1933–1935                                  | - العلم الوطني (Nationalflagge) - علم التجارة (Handelsflagge)                                   | ثلاثي الألوان أفقي أسود وأبيض وأحمر. أُستخدمَ بالتزامن مع علم الحزب (Parteiflagge).                             |
|                             | 1933–1935                                  | علام التجارة مع صليب حديدي (Eisernes Kreuz)                                                     | |
|                             | 1933–1935                                  | علم الرايخ (Reichskriegsflagge) وعلم البحرية                                                    | |
|                             | 1933                                       | علم الخدمة العسكرية في الرايخ (Reichsdienstflagge) der Wehrmacht                                | |
|                             | 1933–1935                                  | علم الخدمة العسكرية في الرايخ                                                                   | |
|                             | 1933-1935 (بحكم الأمر الواقع حتى عام 1934) | راية الرئيس                                                                                     | |
|                             | 1933–1935                                  | علم وزير الدفاع                                                                                 | |
| أعلام أُستخدمت بين 1935–1945 |                                            |                                                                                                 | |
|                             | - 1935–1945 - 1935–1945                    | - العلم الوطني - علم البحرية (Gösch)                                                            | حقل أحمر مع قرص أبيض مع صليب معقوف أسود (hakenkreuz)، القرص والصليب المعقوف بَعيدين عن المركز قليلاً.           |
|                             | 1920–1945                                  | علم الحزب النازي (Parteiflagge)                                                                 | حقل أحمر مع قرص أبيض مع صليب معقوف أسود (hakenkreuz)، بزاوية 45 درجة. القرص والصليب المعقوف في المركز بالضبط. |
|                             | 1933–1945                                  | لواء ألمانيا (Bannerflagge)                                                                     | كانت الرايات ذات أطوال مختلفة، وكانت معلقة عموديا على المباني العامة.                                         |
|                             | 1935–1945                                  | علم التجارة مع صليب حديدي                                                                       | |
|                             | 1935–1938                                  | علم البحرية والجيش والقوات الجوية (Kriegsmarine, Heer, Luftwaffe)                               | |
|                             | 1938–1945                                  | علم البحرية والجيش والقوات الجوية (Kriegsmarine, Heer, Luftwaffe)                               | |
|                             | 1935–1945                                  | علم الخدمة العسكرية في الرايخ                                                                   | |
|                             | 1935–1945                                  | راية أدولف هتلر                                                                                 | |
|                             | 1935–1938                                  | علم قائد الجيش الألماني (حل محل وزير الدفاع)                                                    | |
|                             | 1935–1945                                  | علم وحدات الحماية Schutzstaffel (SS)                                                            | |
|                             | 1936–1945                                  | علم شرطة Ordnungspolizei (OrPo) ( منظمة الشرطة الوطنية العادية لألمانيا النازية)                | |

### ما بعد الحرب العالمية الثانية
مجلس الحلفاء (1945-1949) ومحمية سار
| العلم | التاريخ   | الاستخدام                         | الوصف                                                                                       |
| ----- | --------- | --------------------------------- | ------------------------------------------------------------------------------------------- |
|       | 1946–1950 | علم مثلث الشكل (راية مدنية مؤقتة) | أُستخدم خلال فترة الاحتلال لتحديد السفن الألمانية وفقًا للقانون الدولي.                       |
|       | 1947–1957 | علم محمية سار                     | علم سارلاند الذي أقرته الحكومة الفرنسية. في هذه الفترة الزمنية كانت سار ولاية تابعة لفرنسا. |

### ألمانيا الشرقية(1949–1990)
| العلم | التاريخ   | الاستخدام                                                                 | الوصف |
| ----- | --------- | ------------------------------------------------------------------------- | --- |
|       | 1949–1959 | علم الدولة (Staatsflagge)                                                 | |
|       | 1959–1990 | علم الدولة (Staatsflagge) 1959–1990 علم التجارة (Handelsflagge) 1973–1990 | ثلاثة ألوان من الأسود والأحمر والأصفر (مثل ألوان ألمانيا الغربية)، ولكن يحمل شعار النبالة في ألمانيا الشرقية، يتكون من بوصلة ومطرقة محاطة الشيلم المزروع |
|       | 1959–1973 | علم التجارة (Handelsflagge)                                               | |
|       | 1963–1990 | علم الدولة معلق (Bannerflagge)                                            | |
|       | 1955–1973 | علم خدمة البريد في ألمانيا الشرقية                                        | |
|       | 1975–1990 | علم خدمة البريد في ألمانيا الشرقية                                        | |
|       | 1955–1990 | راية الرئيس                                                               | |
|       | 1960–1990 | راية رئيس مجلس الدولة                                                     | |
|       | 1960–1990 | علم جيش الشعب الوطني (Nationale Volksarmee أو NVA)                        | |
|       | 1960–1990 | الألوان فيالق الجيش الشعبي الوطني (Truppenfahne) der Nationale Volksarmee | |
|       | 1960–1990 | راية البحرية (Seekriegsflagge)                                            | |
|       | 1962–1990 | علم زوارق خفر السواحل                                                     | |
|       | 1989–1990 | علم الدولة المشوه                                                         | استخدمه مؤيدو إعادة توحيد ألمانيا في ألمانيا الشرقية بعد سقوط جدار برلين.                                                                                |

## مقترحات أعلام على مر التاريخ
| العلم | التاريخ | الوصف                                                                                           |
| ----- | ------- | ----------------------------------------------------------------------------------------------- |
|       | 1817    | علم الوحدة الألماني في مهرجان فارتبورغ                                                          |
|       | 1832    | علم الوحدة الألماني في مهرجان هامباخ                                                            |
|       | 1919    | العلم المقترح لألمانيا من قبل أوتفرييد نويبيكير (Ottfried Neubecker)                            |
|       | 1944    | العلم المقترح لألمانيا بعد محاولة الإنقلاب العسكري عام 1944 من قبل يوزيف فيرمر                  |
|       | 1948    | العلم المقترح لألمانيا الغربية، إستناداً إلى تصميم يوزيف فيرمير عام 1944، الذي أنشأه شقيقه إرنست |
|       | 1948    | العلم المقترح لألمانيا الغربية من قبل باول فينتسكه, مستنداً على تصاميم ثورة 1848                 |

### الإمبراطورية الألمانية الاستعمارية(1884-1918)
كانت أعلام المستعمرات الألمانية في الخارج أُقترحت لأول مرة في عام 1914 ولكن لم تنفذ أبداً بسبب اندلاع الحرب العالمية الأولى.
| العلم | التاريخ | الوصف                                     |
| ----- | ------- | ----------------------------------------- |
|       | 1914    | العلم المقترح لشرق أفريقيا الألمانية      |
|       | 1914    | العلم المقترح للكاميرون الألمانية         |
|       | 1914    | العلم المقترح لغينيا الجديدة الألمانية    |
|       | 1914    | العلم المقترح لساموا الألمانية            |
|       | 1914    | العلم المقترح لجنوب غرب أفريقيا الألمانية |
|       | 1914    | العلم المقترح لتوغولاند                   |